# Цорге
Цорге (нем. Zorge) — община в Германии, в земле Нижняя Саксония.
Входит в состав района Остероде. Подчиняется управлению Валькенрид. Население составляет 1080 человек (на 31 декабря 2010 года). Занимает площадь 2,21 км².
| Год  | Население |
| ---- | --------- |
| 1990 | 1444      |
| 1995 | 1506      |
| 2000 | 1329      |
| 2005 | 1242      |
| 2010 | 1111      |